# 陳采 (萬曆進士)
陳采（？—？），字文孺，號冲然，直隶保定府清苑县人。明朝政治人物。

## 生平
萬曆二十五年丁酉科順天鄉試第三十八名舉人，二十六年（1598年）联捷戊戌科三甲四十名進士，吏部觀政，授歷城知縣，以卓异入补吏部铨司，捐歷年俸抵街税。萬曆三十四年（1606年）主考山西乡试事，所得皆一时命士。升吏部郎中，给假省亲。三十九年起补湖广参政，执法明刑，攝六道篆。四十四年任四川参政，兵备松藩，嚴戰守，申軍實，檄諸将，為久屯计。天啓三年（1623年）升南京光禄寺少卿，四年升太僕寺卿，本年升右通政，官至通議大夫，卒祀乡贤。